# Красносельское (Кабардино-Балкария)
Красносе́льское — село в Прохладненском районе Кабардино-Балкарской Республики. Административный центр муниципального образования «Сельское поселение Красносельское».

## География
Селение расположено в северной части Прохладненского района, на правом берегу Правобережного канала. Находится в 22 км к северу от районного центра Прохладный и в 77 км к северо-востоку от города Нальчик.
Граничит с землями населённых пунктов: Гвардейское на востоке, Пролетарское на юге, Степное на западе, Придорожное на северо-западе и Граничное на севере.
Населённый пункт расположен на наклонной Кабардинской равнине, в равнинной зоне республики. Средние высоты на территории села составляют около 230 метрлв над уровнем моря. Рельеф местности в основном представляет собой слабо-волнистые равнинные без ярко выраженных колебаний относительных высот. Кроме того в окрестностях села, множество курганных возвышенностей.
Естественная гидрографическая сеть на территории села представлено слабо. В основном Правобережный канал, проходящий вдоль северной окраины села.
Климат влажный умеренный. Среднегодовая температура воздуха положительная и составляет около +10,5°С. Среднемесячная температура воздуха в июле достигает +23,0°С, в январе она составляет около −2,5°С. Среднегодовое количество осадков составляет около 450-500 мм. Отрицательное влияние на климат оказывают открытость воздушным течениям из Терско-Кумской степи и полупустыни Северного Прикаспия. В конце лета возможны суховеи, дующие со стороны Прикаспийской низменности.

## История
Хутор Сунженский был основан в 1918 году. Тогда а административном отношении входил в состав Советского сельсовета Прохладненского района Терского округа.
В июле 1962 года решением исполкома Зерносовхозовского сельского Совета депутатов трудящихся, отделения зерносовхоза «Прималкинский» были преобразованы в посёлки и им присвоены названия: первому — Степной, второму — Граничный, третьему — Придорожный и Центральной усадьбе — Красносельский.

## Население
| 2002 | 2010  | 2021  |
| ---- | ----- | ----- |
| 1239 | ↗1270 | ↗1380 |

Национальный состав
По данным Всероссийской переписи населения 2010 года:
| Народ         | Численность, чел. | Доля от всего населения, % |
| ------------- | ----------------- | -------------------------- |
| русские       | 709               | 55,8 %                     |
| турки         | 299               | 23,5 %                     |
| балкарцы      | 133               | 10,5 %                     |
| азербайджанцы | 20                | 1,6 %                      |
| украинцы      | 20                | 1,6 %                      |
| другие        | 89                | 7,0 %                      |
| всего         | 1 270             | 100 %                      |

По данным Всероссийской переписи населения 2021 года:
| Народ             | Численность, чел. | Доля от всего населения, % |
| ----------------- | ----------------- | -------------------------- |
| русские           | 579               | 41,96 %                    |
| турки             | 423               | 30,65 %                    |
| балкарцы          | 172               | 12,46 %                    |
| курды             | 86                | 6,23 %                     |
| азербайджанцы     | 40                | 2,90 %                     |
| другие/не указано | 80                | 5,80 %                     |
| всего             | 1 380             | 100 %                      |

Половозрастной состав
По данным Всероссийской переписи населения 2010 года:
| Возраст     | Мужчины, чел. | Женщины, чел. | Общая численность, чел. | Доля от всего населения, % |
| ----------- | ------------- | ------------- | ----------------------- | -------------------------- |
| 0 — 14 лет  | 144           | 131           | 275                     | 21,7 %                     |
| 15 — 59 лет | 388           | 402           | 790                     | 62,2 %                     |
| от 60 лет   | 71            | 134           | 205                     | 16,1 %                     |
| Всего       | 603           | 667           | 1 270                   | 100,0 %                    |

Мужчины — 603 чел. (47,5 %). Женщины — 667 чел. (52,5 %).
Средний возраст населения — 35,8 лет. Медианный возраст населения — 34,6 лет.
Средний возраст мужчин — 32,8 лет. Медианный возраст мужчин — 32,2 лет.
Средний возраст женщин — 38,5 лет. Медианный возраст женщин — 36,6 лет.

## Образование
- МКОУ Средняя общеобразовательная школа — ул. Школьная, 1 «а».
- МКДОУ Начальная школа Детский сад «Зёрнышко» — ул. Юбилейное, 10 «а».

## Здравоохранение
- Участковая больница — ул. Зелёная, 1.

## Культура
- МКУК Культурно-досуговый центр — ул. Театральная. б/н.

## Религия
- Православный приход храма святителя Тихона — ул. Зелёная, 17.
- Местная мусульманская религиозная организация — ул. Зелёная, 40.

## Улицы
На территории села зарегистрировано 9 улиц:

| Заводская         |
| Зелёная           |
| Интернациональная |

| Молодёжная |
| Новая      |
| Садовая    |

| Театральная |
| Школьная    |
| Юбилейная   |